# 창원시립교향악단
창원 시립 교향악단(昌原市立交響樂團, Changwon Philharmonic Orchestra)은 경상남도의 관현악단이다. 한국 최초의 통합교향악단이다. 1991년에 창단되었고, 초대 상임지휘자는 김도기였다.
1995년에 악단 규모를 3관편성으로 확대했으며, 2002년에는 창원시립예술단 산하의 악단으로 편입되었다. 2003년에 2대 상임 지휘자로 장윤성, 2008년에 3대 상임 지휘자로 정치용, 2008년부터 통합 창원 시립 교향악단이 된 이후 1대 상임 지휘자로 정치용, 2대 상임 지휘자로 박태영, 3대 상임 지휘자로 김대진, 현재 김건이 4대 상임 지휘자로 활동하고 있다. 주요 공연장은 창원 성산아트홀과 3.15아트센터이다.
창단 초기부터 쇤베르크, 힌데미트, 구레츠키, 하차투리안, 루토스와프스키, 윤이상 등 현대 작곡가들의 작품을 의욕적으로 한국 초연해 화제가 되었으며, 인근 도시인 통영에서 열리는 통영 국제 음악제에도 정기적으로 초청되어 연주회를 가지고 있다.
2010년 7월, 마산·창원·진해시가 통합됨에 따라, 2012년 1월, 마산시립교향악단을 통합하였다.